# Demnea, Mîkolaiiv
Demnea (în ucraineană Демня) este o comună în raionul Mîkolaiiv, regiunea Liov, Ucraina, formată numai din satul de reședință.

## Demografie
Componența lingvistică a comunei Demnea
     Ucraineană (99,69%)
     Alte limbi (0,31%)
Conform recensământului din 2001, majoritatea populației comunei Demnea era vorbitoare de ucraineană (99,69%), existând în minoritate și vorbitori de alte limbi.